# 星野リゾート 西表島ホテル
星野リゾート 西表島ホテル（ほしのリゾート いりおもてじまホテル）は、沖縄県八重山郡竹富町の西表島西部にあるリゾートホテルである。

## 概要
2004年4月1日に西表サンクチュアリーリゾート ニラカナイとして開業。
西表島の北西部を流れる浦内川の右岸河口にあるトゥドゥマリの浜（月ヶ浜）沿いに位置する。この浜は、ホテルが管理するプライベートビーチではないものの、ホテルから直接行くことが可能である。ただし、ホテルの一部は開発前から保安林に指定されており、トゥドゥマリの浜（月ヶ浜）の手前には防風林があるため、海が望めるのは一部の客室のみである。
2016年（平成28年）に楽天トラベルが宿泊実績をもとに発表した「女ひとり旅」、「男ひとり旅」に人気の宿ランキングでは、「女ひとり旅」の2位、「男ひとり旅」の4位に選定されている。
ホテルの旧称の「ニラカナイ」は琉球語において理想郷を意味する「ニライカナイ」をモチーフにした造語である。

## 沿革
- 2004年
  - 4月1日 - 「西表サンクチュアリーリゾート ニラカナイ」開業[1]。
  - 7月 - 本格オープン[3]。
- 2011年10月1日 - 星野リゾートへ運営委託[9][10][11]。
- 2012年4月1日 - 「星野リゾート ニラカナイ西表島」にリブランド[11]。
- 2014年11月1日 - 「星野リゾート リゾナーレ 西表島」に名称変更[12]。
- 2016年4月1日 - 星野リゾートとの運営委託契約満了に伴い、「ホテル ニラカナイ 西表島」にリブランド[10]。
- 2019年
  - 3月29日 - 星野リゾート・リート投資法人がホテルを取得し、同日より星野リゾートグループによる経営・運営体制に変更[13][14]。
  - 3月29日 - 「星野リゾート 西表島ホテル」に名称変更[14]。

## 施設
- フロント
- 客室
- レストラン
- ショップ
- プール
- スパ
- アクティビティデスク[15]

## ホテル開業による環境影響
日本生態学会、日本魚類学会、沖縄生物学会、WWFジャパンなどからは、本ホテルの開発の環境への影響を危惧し、建設工事開始後に、工事を中断し環境影響評価を実施することや計画の再検討を求める要望書が提出された。しかし、工事は中断されることなく、環境影響評価も行われないまま、ホテルは開業に至った。
ホテル開業前の2003年7月には、西表島の住民や島外の支援者ら563人が本ホテルの開発の差し止めを求めて那覇地裁に提訴。翌2004年7月にホテルが開業したため、請求を建物の撤去及び営業の停止に変更した。しかし、那覇地裁は、破壊などの程度が社会生活上受任すべき限度を超えているとは言えないとして、2006年3月28日にこれを棄却。ただし、原告団の多数を占めた島外の支援者に対しても、原告適格が認められた。その後、原告側は控訴したが、福岡高等裁判所那覇支部での控訴審においても、2007年1月25日に一審に引き続いて住民側敗訴の判決が下された。さらに最高裁への上告も2007年9月に棄却されている。
NPOなどからは、ホテルの建設後に、固有種であるトゥドゥマリハマグリが大幅に減少したことや、トゥドゥマリ浜にアオウミガメが産卵に来なくなったなどの被害も報告されている。一方で、ホテルも、ウミガメへの影響を抑えるために、夜間は海側に遮蔽カーテンをするとともに、レストランの照明を落としたり、汚水やごみについても高度な処理をするなどの対策を講じており、これを「最大限の努力」と評するメディアもある。

## 周辺
- トゥドゥマリの浜
- アトゥク島
- 浦内川

## アクセス
石垣島の石垣港離島ターミナルから、旅客船（高速船）で西表島の上原港まで約40-45分。上原港から送迎バスで約10分、または、西表島交通で「星野リゾート西表島ホテル」停留所下車。